# V899 Monocerotis
Désignations
V899 Monocerotis, en français V899 de la Licorne et en abrégé V899 Mon, est une jeune étoile éruptive de la constellation de la Licorne. Elle est distante d'environ 785 pc (∼2 560 al) de la Terre.